# Zangerheimolen

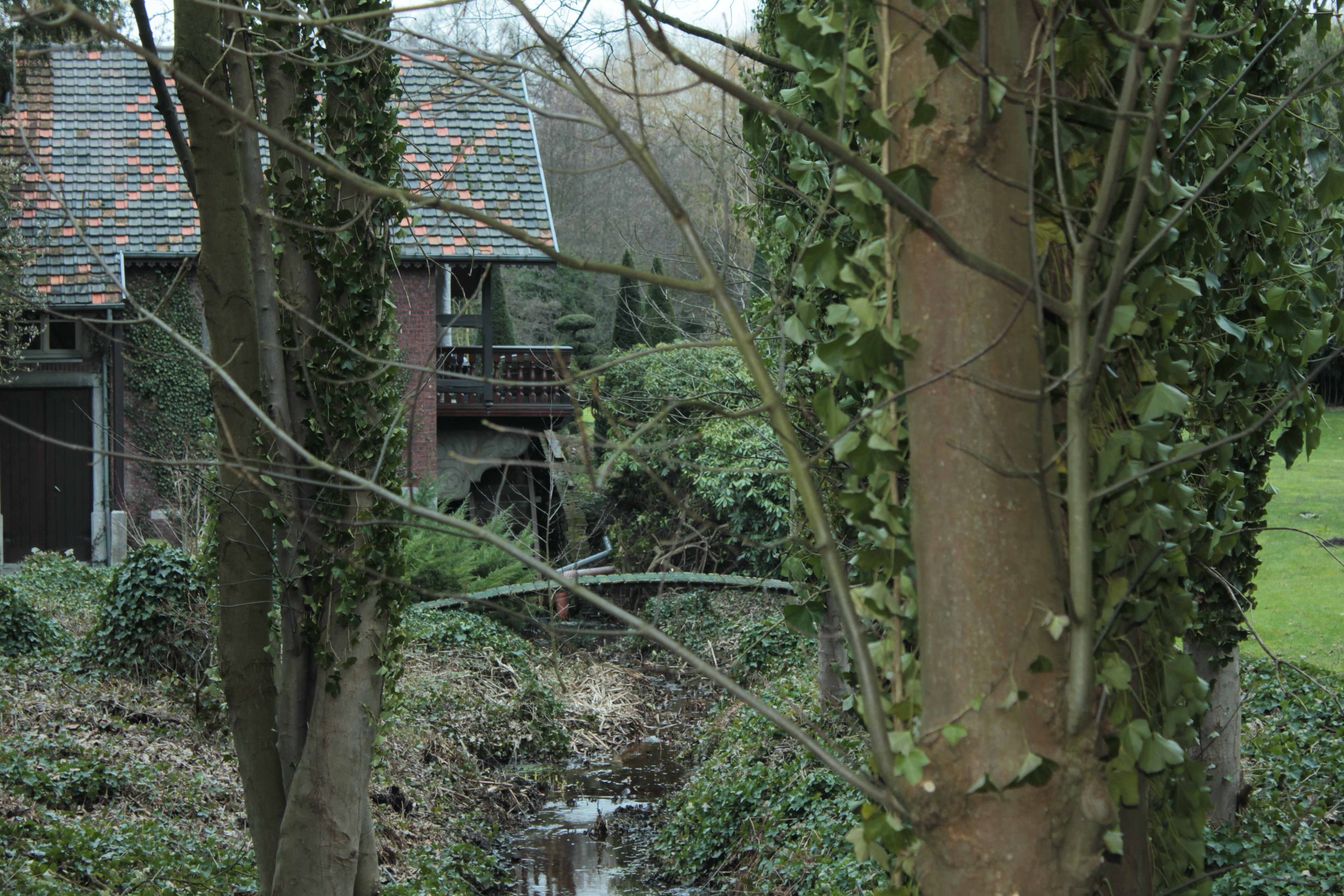
Het waterrad, verscholen achter het groen

De Zangerheimolen is een bovenslagmolen op de Molenbeek in Eigenbilzen. De molen is het enig overgebleven deel van een dubbelmolen.
De eerste vermelding van een gebouw op deze locatie stamt uit 1390. Op de Ferrariskaart wordt een gebouw aangegeven, maar niet als watermolen. Een kleiner gebouw wordt aangegeven op de Atlas der Buurtwegen. Het huidige eclectisch gebouw stamt uit 1844.
Op 22 november 1848 wordt een pegelhoogte van 1,2 meter goedgekeurd. In de huidige vorm heeft de molen mogelijk een oudere kern. De molen werd in 1910 gebouwd en in 1931 omgebouwd tot een landbouwgebouw. Tegenwoordig is er een woning in gevestigd.
Aan de rechterzijde bevindt zich nog, verscholen achter sierstruiken, het oorspronkelijke houten waterrad. De watergoot is verdwenen en van het binnenwerk resteert slechts het gietijzeren tandwiel op de wateras.